# Štatenberk
Štatenberk je naselje v Občini Mokronog - Trebelno. Ime naselja izhaja iz danes porušenega gradu Štatenberk (Stettenberk), ki je prvič omenjen l.1250 kot Castrum Stettenberg. Domneva se, da je grad stal že v 12. stol. Zadnji vitez Štatenberški je l.1291 padel v vojni med nadvojvodo Albrechtom in Štajerci. Grad je razpadel v začetku 17. stoletja in so danes ohranjeni le delni sledovi.